# بانجاسو
بانجاسو هي مدينة تقع جنوب شرق جمهورية أفريقيا الوسطى.